# Tatebayashi
Tatebayashi (japanska: 館林市 ?, Tatebayashi-shi) är en stad i Gunma prefektur i Japan. Staden fick stadsrättigheter 1954.